# Baybridge (Northumberland)
Baybridge – wieś w Anglii, w hrabstwie Northumberland. Leży 33 km na południowy zachód od miasta Newcastle upon Tyne i 393 km na północ od Londynu.